# Stefan Johansson (ishockeyspelare)
Stefan Johansson, född den 15 mars 1988 i Piteå, Norrbotten, är en svensk ishockeyspelare (back) som för närvarande spelar i Örebro HK i SHL. 
Han värvades av Örebro från HV71 2014 och beskrevs av Örebros General Manager Pontus Gustafsson som en etablerad back av landslagsklass. Johansson har spelat en säsong i HV71 och innan dess fem säsonger i AIK. Johansson gjorde sin landslagsdebut i Tre Kronor den 6 april 2011 i träningsmatchen mot Tyskland.Han gjorde sitt första mål i landslaget mot Slovakien den 4 april 2013. 